# Colapesce Dimartino
Colapesce Dimartino es un dúo italiano de música de autor, formado por Lorenzo Urciullo —más conocido como Colapesce— y Antonio Di Martino.

## Historia
El dúo está formado por dos cantautores de Sicilia que previamente habían desarrollado carreras en solitario en la escena independiente italiana. Colapesce era un cantante y productor que había publicado tres álbumes desde 2012, mientras que Dimartino llevaba cinco discos en el mercado. Ambos ya habían colaborado juntos como compositores para otros artistas.
En 2020 decidieron crear un proyecto artístico común, Colapesce Dimartino. Su primer álbum I mortali salió en junio del mismo año, editado por Sony Music. Al año siguiente fueron invitados a participar en el Festival de la Canción de San Remo 2021, y con motivo del certamen presentaron un nuevo tema, Musica leggerissima, con una letra que reflexionaba sobre la depresión al tiempo que homenajeaba la música ligera italiana. Además, el dúo interpretó una versión de Povera patria con la colaboración de Franco Battiato en su última intervención televisiva.
Musica leggerissima terminó el Festival de San Remo en cuarta posición y Colapesce Dimartino se hizo con el premio «Lucio Dalla» otorgado por la prensa acreditada. Meses después, el tema se convirtió en una de las canciones del verano en Italia y fue un éxito de ventas con cinco discos de platino y el número uno en la lista musical de FIMI. Además, tuvo una versión en español —Música ligera—, a cargo de Ana Mena, que también fue número uno en la lista de Los 40. El éxito de Musica leggerissima conllevó una reedición internacional de su álbum, titulado para la ocasión como I mortali², y el lanzamiento de un nuevo sencillo —Toy Boy— con la colaboración de Ornella Vanoni. También participaron en la banda sonora de la serie italiana The Bad Guy para Prime Video.
Colapesce Dimartino hizo una segunda participación en el Festival de la Canción de San Remo 2023 con el tema Splash, en el que reflexionan sobre las falsas expectativas y la frustración. La canción quedó en décimo lugar y obtuvo dos galardones: el prestigioso premio «Mia Martini» de la crítica y otro premio «Lucio Dalla» de la prensa acreditada. Ese mismo año estrenaron una película, La primavera della mia vita, dirigida por el realizador de sus videoclips, Zavvo Nicolosi, y que cuenta con la colaboración de Roberto Vecchioni, Erlend Øye y Madame entre otros artistas.

## Discografía
- I mortali (2020, Sony Music)
- Lux Eterna Beach (2023, Sony Music)

## Filmografía
- La primavera della mia vita (2023, Sugar Music)